# Zwartvoetalbatros
De zwartvoetalbatros (Phoebastria nigripes) is een grote zeevogel die voorkomt in de Grote Oceaan. Het is een van de drie soorten albatrossen die voorkomen op het noordelijk halfrond.

## Omschrijving
De zwartvoetalbatros is in verhouding tot andere albatrossoorten klein. Hij heeft vrijwel geheel zwarte veren. Slechts 10% van de zwartvoetalbatrossen heeft ook witte staartveren. Wel hebben alle volwassen zwartvoetalbatrossen een witte markering rondom hun snavel en net onder de ogen. De snavel en voeten van de zwartvoetalbatros zijn ook zwart.
Een volwassen zwartvoetalbatros is gemiddeld 81 centimeter lang, weegt 3,3 kilogram, en heeft een spanwijdte van 2,1 meter.

## Voorkomen
De Zwartvoetalbatros is samen met de Laysanalbatros en de zeldzame Stellers albatros een van de drie soorten albatrossen die voorkomen op het noordelijk halfrond.  Ze nesten in kolonies op afgelegen eilanden van de noordwestelijke Hawaïaanse eilanden (met name Laysan en Midway), en de Japanse eilanden Torishima, Bonin, en Senkaku. Hun bereik op zee varieert per seizoen, maar ze maken gebruik van een groot gebied op de Grote Oceaan. Zo kan men de zwartvoetalbatros aantreffen van Alaska tot Californië en Japan.

## Voortplanting
De Zwartvoetalbatrossen gaan net als andere albatrossoorten een levenslang partnerschap aan met elkaar. Nadat de jongen het nest hebben verlaten, keren ze drie jaar later terug naar de kolonie. Daarna brengen ze twee jaar door met het bouwen van een nest en het vinden van een partner. Het nest bestaat uit een simpele kuil in het zand, waarin een ei wordt gelegd.
Het uitbroeden van dit ei duurt ongeveer iets meer dan twee maanden (65 dagen). Zowel het mannetje als vrouwtje houden zich bezig met het uitbroeden van het ei. Gemiddeld wisselen de vogels elkaar om de 18 dagen af, maar ze zijn beide staat om 38 dagen te wachten zonder voedsel of water. Het jong wordt gedurende 140 dagen verzorgd door zijn ouders. Daarna verlaat hij het nest.

## Voedsel
De zwartvoetalbatros voedt zich in pelagische wateren met vis, de eieren van vliegende vissen en in mindere mate kreeftachtigen. De dieren eten soms echter ook drijvend afval zoals plastic.

## Bedreiging
De zwartvoetalbatros wordt gezien als een bedreigde diersoort, vooral omdat de dieren vaak slachtoffer worden van de langelijnvisserij. Tevens zijn ze kwetsbaar voor olierampen en het inslikken van afval. Alle nestplaatsen van de zwartvoetalbatros in de Verenigde Staten zijn beschermd gebied.

## Status
De grootte van de populatie is in 2017 geschat op 140 duizend volwassen vogels. Op de Rode lijst van de IUCN heeft deze soort de status gevoelig.

## Galerij

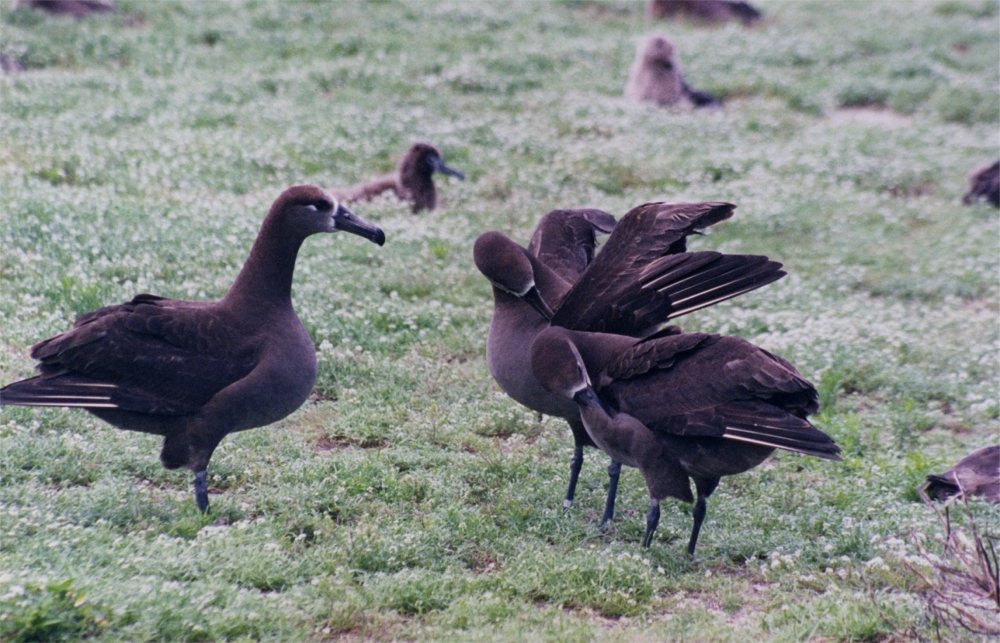
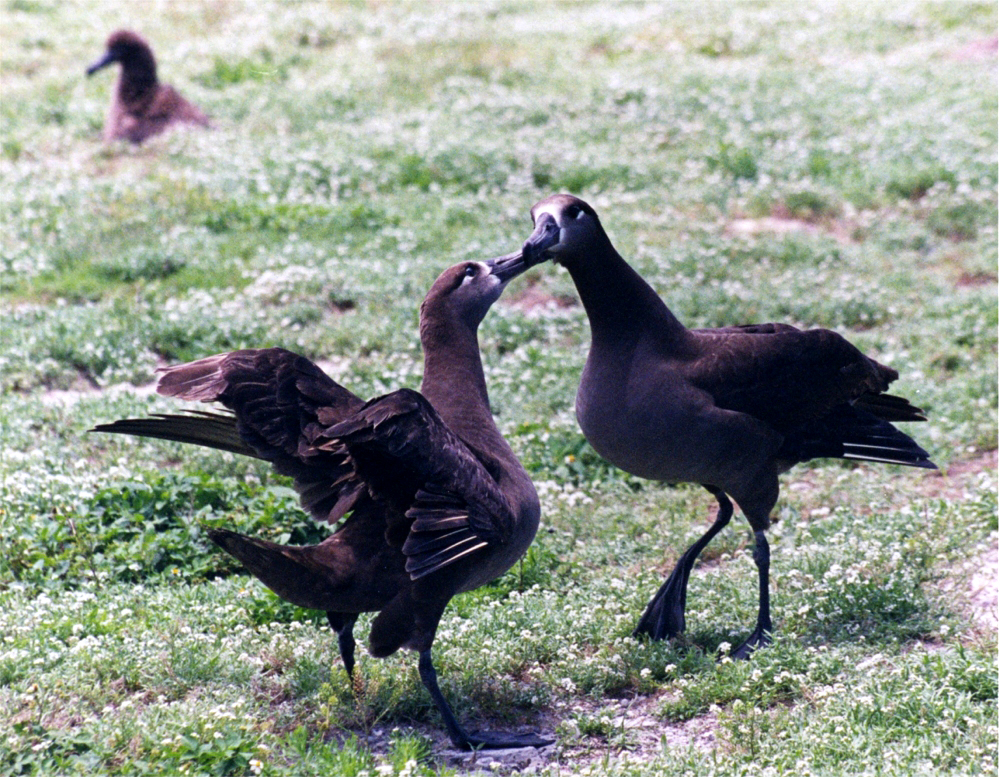
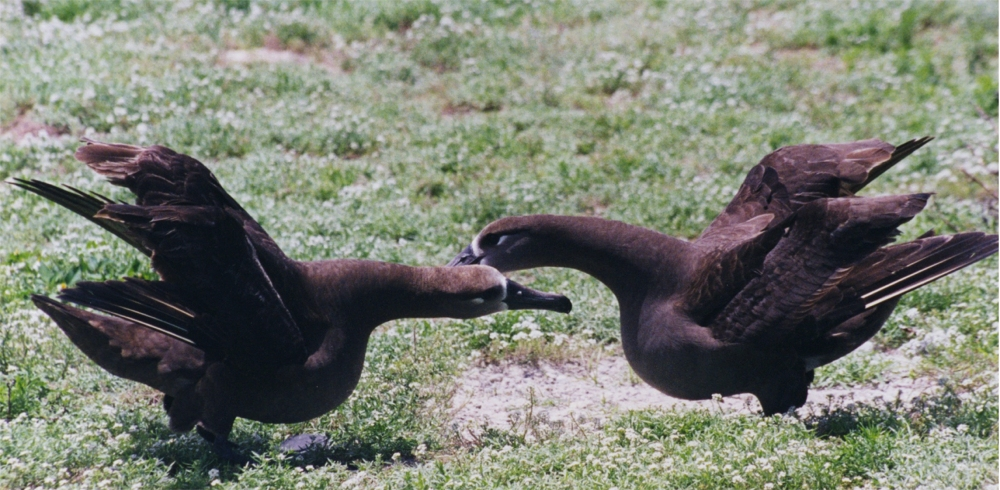